# Agenzia Nazionale per la Sicurezza del Volo

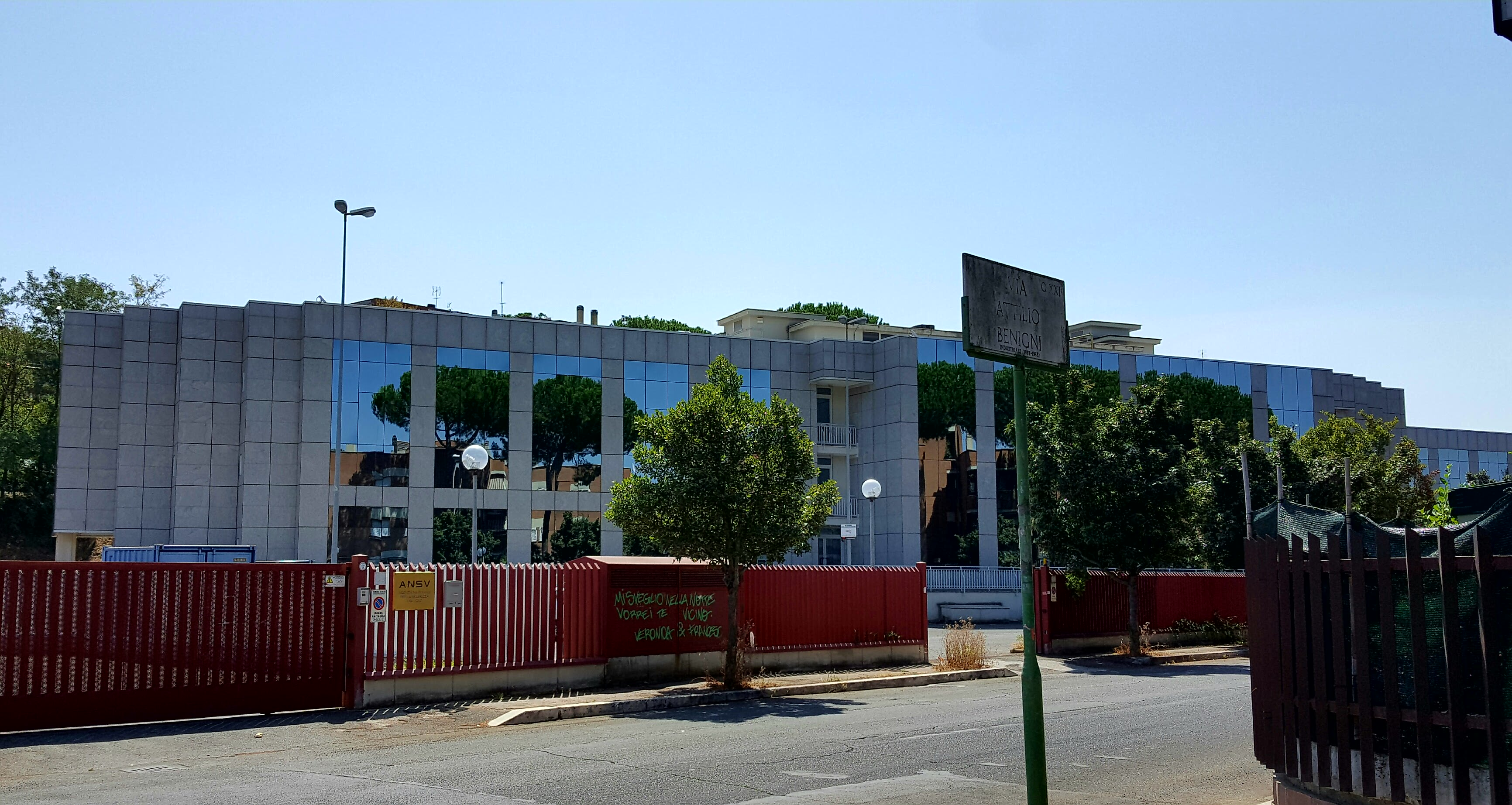
Sede de la ANSV en Roma

Agenzia Nazionale per la Sicurezza del Volo (en español Agencia Nacional para la Seguridad del Vuelo) es la agencia italiana de investigación de accidentes de aviación. La ANSV tiene su sede en Roma. La Presidencia del Consejo de Ministros de Italia supervisa la agencia. Es el equivalente italiano de la Junta Nacional de Seguridad en el Transporte de los Estados Unidos.
Se estableció de acuerdo con el decreto legislativo n.º 66 el 25 de febrero de 1999. Antes del establecimiento de la ANSV, después de cada accidente o incidente de aviación, se llevaron a cabo dos investigaciones, incluida una investigación superficial por parte del director del aeropuerto y una investigación formal y técnica por un comité ad hoc designado por el ministro de Infraestructura y Transporte. Desde el establecimiento de la ANSV, la ANSV lleva a cabo una investigación después de un accidente o incidente de aviación.

## Tareas y funciones
Está identificado con la autoridad investigadora para la seguridad de la aviación civil del estado italiano. Como tal es una autoridad pública, caracterizada por una amplia autonomía, colocada en una posición de tercero con respecto al sistema de aviación civil, para garantizar la objetividad de su trabajo, tal como lo exige la citada Directiva comunitaria 94/56 / CE, ahora reemplazado por el reglamento (UE) no. 996/2010 del Parlamento Europeo y del Consejo de 20 de octubre de 2010.
Para garantizar esta posición de imparcialidad, la ANSV ha sido puesta bajo la supervisión de la Presidencia del Consejo de Ministros. Por tanto, es la única institución aeronáutica que no está sujeta a la supervisión del Ministerio de Infraestructura y Transporte.
En virtud de lo dispuesto en la ley ANSV tiene encomendadas las siguientes funciones:
- Realizar, con fines preventivos, las investigaciones de seguridad (anteriormente denominadas "investigaciones técnicas") relativas a los accidentes e incidentes ocurridos en aeronaves de aviación civil, emitiendo, en su caso, las recomendaciones de seguridad adecuadas. El propósito de las investigaciones en cuestión es identificar las causas de los hechos, a fin de evitar su repetición; Por tanto, las investigaciones de seguridad tienen únicamente fines preventivos.
- Realizar actividades de estudio e investigación para asegurar la mejora de la seguridad de vuelo. Precisamente por tratarse de una autoridad investigadora, la ANSV no tiene encomendada las tareas de regulación, control y gestión del sistema de aviación civil, que son competencia de otros sujetos aeronáuticos.